# Patrick S. Dinneen
Patrick S. Dinneen, irl. An tAthair Pádraig Ó Duinnín (ur. 25 grudnia 1860 w okolicy Rathmore w hrabstwie Kerry, zm. 29 września 1934 w Dublinie) – irlandzki leksykograf i historyk.
Dinneen urodził się w pobliżu miasteczka Rathmore w hrabstwie Kerry. W 1880 roku wstąpił do Towarzystwa Jezusowego, a w 1894 otrzymał święcenia kapłańskie. Z zakonu wystąpił jednak sześć lat później, chcąc poświęcić się badaniom nad językiem irlandzkim. Jako dziecko uczęszczał do Clongowes Wood College, a w tejże szkole po wyświęceniu nauczał języka angielskiego, irlandzkiego, języków klasycznych oraz matematyki.
Dinneen był jednym z wiodących członków The Irish Texts Society, w ramach prac dla którego opublikował m.in. wydania twórczości Geoffreya Keatinga (Foras Feasa ar Éirinn) oraz wierszy innych siedemnastowiecznych irlandzkich poetów takich jak Aogán Ó Rathaille czy Piaras Feiritéar. Sam był również autorem jednej powieści oraz sztuki w języku irlandzkim, przetłumaczył również na ten język z angielskiego np. Opowieść wigilijną Karola Dickensa.
Najlepiej jednak znanym jego dziełem jest słownik irlandzko-angielski, Foclóir Gaedhilge agus Béarla, po raz pierwszy wydany w 1904 roku. Płyty drukowe do pierwszego wydania uległy zniszczeniu podczas powstania wielkanocnego w 1916 roku, Dinneen wykorzystał więc tę okoliczność do rozbudowania słownika. Drugie wydanie Foclóir Gaedhilge agus Béarla, znacznie rozszerzone, ukazało się w roku 1927.
Dinneen zmarł w Dublinie w wieku 73 lat.